# Anne Keothavong
Anne Keothavong (Hackney, 1983. szeptember 16. –) laoszi származású brit teniszezőnő. 2001-ben kezdte profi pályafutását, tizenhét egyéni és négy páros ITF-tornát nyert meg. Legjobb egyéni világranglista-helyezése negyvennyolcadik volt, ezt 2009 februárjában érte el.

## Eredményei Grand Slam-tornákon

### Egyéniben
| Torna           | 2009   | 2008   | 2007   | 2006   | 2005   | 2004   | 2003   | 2002   | 2001   |
| --------------- | ------ | ------ | ------ | ------ | ------ | ------ | ------ | ------ | ------ |
| Australian Open | 1. kör | -      | -      | -      | -      | -      | -      | -      | -      |
| Roland Garros   | 1. kör | -      | -      | -      | -      | -      | -      | -      | -      |
| Wimbledon       |        | 2. kör | 1. kör | 1. kör | 1. kör | 2. kör | 1. kör | 1. kör | 1. kör |
| US Open         |        | 3. kör | -      | -      | -      | -      | -      | -      | -      |

## Év végi világranglista-helyezései
| Év       | 1999 | 2000 | 2001 | 2002 | 2003 | 2004 | 2005 | 2006 | 2007 | 2008 |
| Helyezés | 702. | 377. | 268. | 233. | 177. | 175. | 239. | 168. | 122. | 61.  |

## Külső hivatkozások
- Anne Keothavong profilja a WTA oldalán (angolul)
- Anne Keothavong profilja az ITF oldalán (angolul)
- Anne Keothavong profilja a Billie Jean King-kupa oldalán (angolul)
- Anne Keothavong hivatalos honlapja Archiválva 2010. május 27-i dátummal a Wayback Machine-ben